# Испанская трагедия
«Испанская трагедия, или Иеронимо» (англ. The Spanish Tragedy, or Hieronimo is Mad Again) — пьеса Томаса Кида, один из известнейших образчиков елизаветинского театра.
Драма написана между 1582 и 1592 годами. Шестого октября 1592 года она была внесена в реестр печатников и в том же году издана под названием «Испанская трагедия, содержащая прискорбную кончину дона Горацио и Бель-Империи, с плачевной смертью старого Иеронимо. По-новому исправленная и очищенная от тех грубых ошибок, что вкрались в первое издание. В Лондоне напечатано Эдвардом Олдом для Эдварда Уайта» («The Spanish Tragedie, Containing the lamentable end of Don Horatio, and Bel-imperia: with the pittifull death of olde Hieronimo. Newly corrected and amended of such grosse faults as passed in the first impression. At London Printed by Edward Allde, for Edward White»). До 1612 издавалась без имени автора. Драма оказала значительное влияние на получивший распространение во второй половине XVI века в английском театре жанр трагедии мести, так как сюжет изобилует кровавыми убийствами и построен вокруг мести главного героя за смерть сына.
К «Испанской трагедии» восходят некоторые приёмы, использованные Шекспиром в «Гамлете»: пьеса внутри пьесы и появление призрака, призывающего героя к мести. Кид считается автором утраченного «Прото-Гамлета», который, вероятно, послужил сюжетной основой для пьесы Шекспира. Профессор МГУ им. М. В. Ломоносова Микеладзе Н. Э. отмечает, что «в шекспироведении неоднократно отмечалось то влияние, которое оказала трагедия мести Кида на сюжет и композицию „Гамлета“». Немецкие исследователи — профессор Саррацин и профессор Боас — считают пьесу Кида «первоначальным наброском трагедии о принце Датском».
Сюжет пьесы Кида, в свою очередь, мог восходить к хроникам Саксона Грамматика, взявшего сюжет из реальной действительности и представившего жизнеописание датского принца Амлета, жившего ранее 826 года.
В англоязычном мире пьеса входит в университетскую программу. В новейшее время её нет в театральных репертуарах, не считая любительских студенческих спектаклей и двух постановок: Королевской шекспировской компанией (1995—1996, режиссёр Майкл Бойд) и лондонским театром Arcola Theatre (2009, режиссёр Митчелл Морено).
Пьеса упоминается в поэме Т. С. Элиота «Бесплодная земля» и в романе Орхана Памука «Снег».

## Издания на русском языке
- Кид, Томас. Испанская трагедия / Перевод А. Аникста, Д. Хаустовой. — Изд. РАТИ — ГИТИС, 2007.
- Кид, Томас. Испанская трагедия / Перевод Михаила Савченко. Издание подготовили Н. Э. Микеладзе, М. М. Савченко. — М.: Наука, Ладомир, 2011. — (Литературные памятники).